# Pinsà de Darwin mitjà

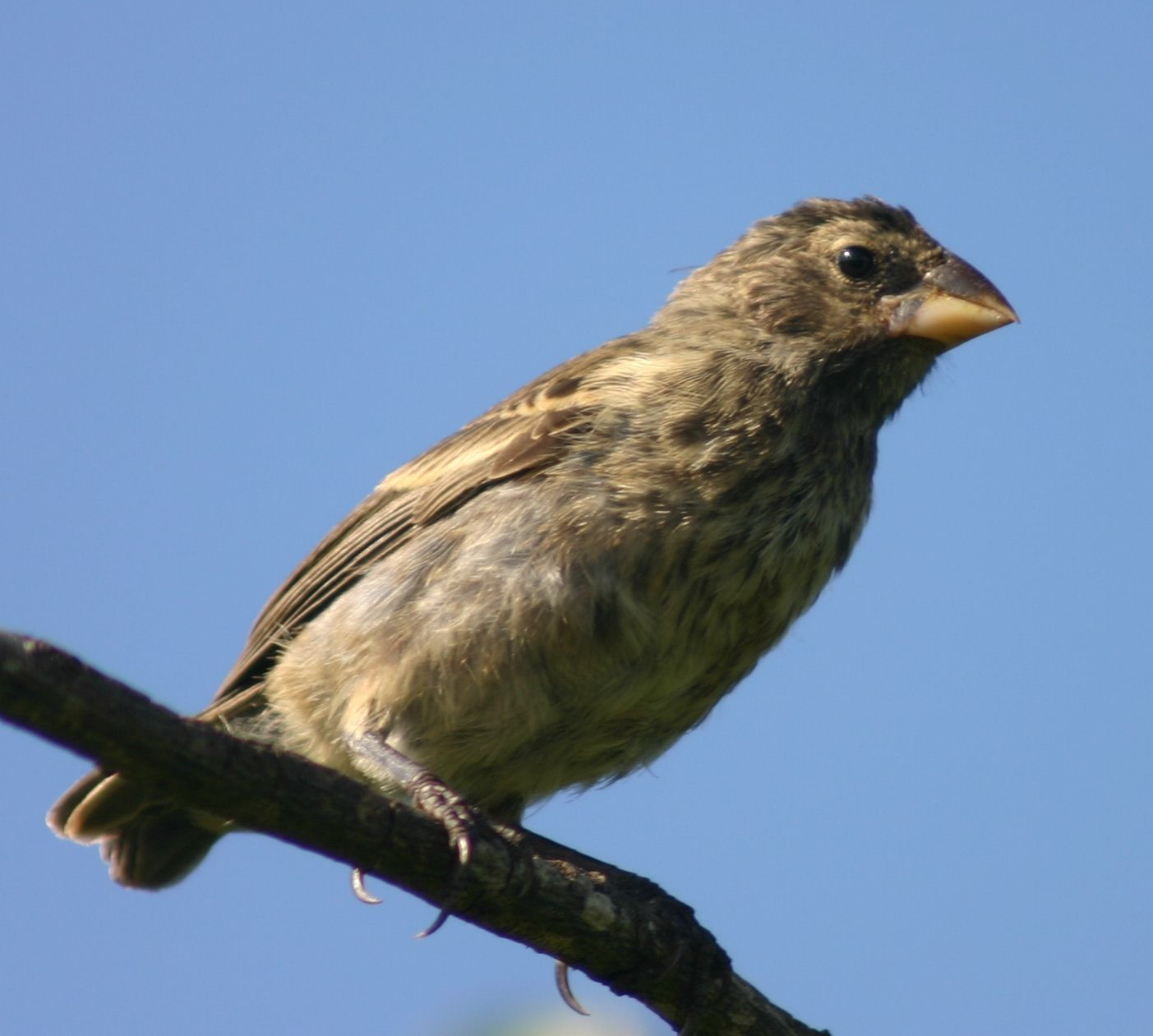
Femella

El pinsà de Darwin mitjà (Geospiza fortis) és una espècie d'ocell de la família Thraupidae. Aquestes aus són endèmiques de l'illa de Santa Cruz (Galápagos). El seu hàbitat són les selves tropicals o subtropicals. Aquesta va ser la primera espècie que els científics han observat la seva evolució en temps real.